# معهد علوم الرياضة
معهد علوم الرياضة (I2S) ، هو مؤسسة مغربية للتعليم العالي ، تأسس عام 2016 في سطات ، متخصص في علوم الرياضة, و هي المؤسسة الوحيدة والأولى من نوعها في المغرب.  
نتيجة شراكة بين جامعة الحسن الأول ووزارة الشباب والرياضة ووزارة التربية الوطنية والتدريب المهني والتعليم العالي والبحث العلمي ، تهدف إلى المساهمة ، من خلال عرض تدريبي مناسب وعالي المستوى ، في إعادة هيكلة الرياضة الوطنية التي أطلقتها المملكة.